# We're Here
We're Here é um reality show americano da HBO com Bob the Drag Queen, Eureka O'Hara e Shangela, ex-participantes de RuPaul's Drag Race. Na série, o trio de drag queens viaja pelos Estados Unidos para recrutar moradores de cidades pequenas para participar de shows de drag de uma noite. Estreou em 23 de abril de 2020. Em junho de 2020, a série foi renovada para uma segunda temporada que estreou em 11 de outubro de 2021. Em dezembro de 2021, a série foi renovada para uma terceira temporada.

## Elenco
- Bob the Drag Queen [1]
- Eureka O'Hara [1]
- Shangela [1]

## Produção
A HBO anunciou o reality show de seis partes em 5 de novembro de 2019, estrelado por Bob the Drag Queen, Eureka O'Hara e Shangela, ex-participantes de RuPaul's Drag Race. We're Here foi criada por Stephen Warren e Johnnie Ingram, e tem produção executiva de Warren, Ingram, Peter LoGreco, Eli Holzman e Aaron Saidman. LoGreco também dirige. Caldwell Tidicue (Bob the Drag Queen), David Huggard (Eureka O'Hara) e DJ Pierce (Shangela Laquifa Wadley) atuam como produtores consultores.
A vice-presidente executiva de programação da HBO, Nina Rosenstein, declarou que "Drag é sobre confiança e auto-expressão. Estamos muito empolgados em mostrar o poder transformador da forma de arte com nosso público".
O episódio final da primeira temporada, que estava programado para ser ambientado em Spartanburg, Carolina do Sul, foi interrompido pela imposição de bloqueios devido à pandemia de COVID-19 nos Estados Unidos. O episódio foi realizado por chamada de vídeo no Zoom entre as três apresentadoras sobre suas próprias jornadas pessoais como drags.
Em 5 de junho de 2020, a HBO renovou a série para uma segunda temporada, que estreou em 11 de outubro de 2021. A segunda temporada começou com um retorno a Spartanburg.
Em 16 de dezembro de 2021, a HBO renovou a série para uma terceira temporada.

## Transmissão
Em 19 de fevereiro de 2020, foi anunciado que We're Here estrearia em 23 de abril de 2020.

## Episódios
| Temporada | Temporada | Episódios | Episódios | Originalmente exibido | Originalmente exibido  |
| Temporada | Temporada | Episódios | Episódios | Estreia da temporada  | Final da temporada     |
| --------- | --------- | --------- | --------- | --------------------- | ---------------------- |
|           | 1         | 6         | 6         | 23 de abril de 2020   | 4 de junho de 2020     |
|           | 2         | 8         | 8         | 11 de outubro de 2021 | 29 de novembro de 2021 |

### 1ª temporada (2020)
| N.º na série | N.º na temp. | Título                         | Dirigido por  | Exibição original   | Audiência EUA (milhões) |
| ------------ | ------------ | ------------------------------ | ------------- | ------------------- | ----------------------- |
| 1            | 1            | "Gettysburg, Pennsylvania"     | Peter LoGreco | 23 de abril de 2020 | 0.122                   |
| 2            | 2            | "Twin Falls, Idaho"            | Peter LoGreco | 30 de abril de 2020 | N/A                     |
| 3            | 3            | "Branson, Missouri"            | Peter LoGreco | 7 de maio de 2020   | 0.103                   |
| 4            | 4            | "Farmington, New Mexico"       | Peter LoGreco | 14 de maio de 2020  | 0.130                   |
| 5            | 5            | "Ruston, Louisiana"            | Peter LoGreco | 21 de maio de 2020  | 0.070                   |
| 6            | 6            | "Spartanburg, We Make It Werk" | Peter LoGreco | 4 de junho de 2020  | 0.113                   |

### 2ª temporada (2021)
| N.º na série | N.º na temp. | Título                        | Dirigido por  | Exibição original      | Audiência EUA (milhões) |
| ------------ | ------------ | ----------------------------- | ------------- | ---------------------- | ----------------------- |
| 7            | 1            | "Spartanburg, South Carolina" | Peter LoGreco | 11 de outubro de 2021  | ASD                     |
| 8            | 2            | "Temecula, California"        | Peter LoGreco | 18 de outubro de 2021  | ASD                     |
| 9            | 3            | "Del Rio, Texas"              | Peter LoGreco | 25 de outubro de 2021  | ASD                     |
| 10           | 4            | "Selma, Alabama"              | Peter LoGreco | 1 de novembro de 2021  | ASD                     |
| 11           | 5            | "Evansville, Indiana"         | Peter LoGreco | 8 de novembro de 2021  | ASD                     |
| 12           | 6            | "Watertown, South Dakota"     | Peter LoGreco | 15 de novembro de 2021 | ASD                     |
| 13           | 7            | "Kona, Hawaii"                | Peter LoGreco | 22 de novembro de 2021 | ASD                     |
| 14           | 8            | "Grand Junction, Colorado"    | Peter LoGreco | 29 de novembro de 2021 | ASD                     |

### 3ª temporada (2022)
| N.º na série | N.º na temp. | Título                 | Dirigido por  | Exibição original      | Audiência U.S. (milhões) |
| ------------ | ------------ | ---------------------- | ------------- | ---------------------- | ------------------------ |
| 15           | 1            | "Granbury, Texas"      | Peter LoGreco | 25 de novembro de 2022 | ASD                      |
| 16           | 2            | "Jackson, Mississippi" | Peter LoGreco | 2 de dezembro de 2022  | ASD                      |
| 17           | 3            | "St. George, Utah"     | Peter LoGreco | 9 de dezembro de 2022  | ASD                      |
| 18           | 4            | "Sussex, New Jersey"   | Peter LoGreco | 16 de dezembro de 2022 | ASD                      |
| 19           | 5            | "Florida, Part 1"      | Peter LoGreco | 23 de dezembro de 2022 | ASD                      |
| 20           | 6            | "Florida, Part 2"      | Peter LoGreco | 30 de dezembro de 2022 | ASD                      |

### 4ª temporada (2024)
| N.º na série | N.º na temp. | Título              | Dirigido por  | Exibição original   | Audiência U.S. (milhões) |
| ------------ | ------------ | ------------------- | ------------- | ------------------- | ------------------------ |
| 21           | 1            | "Tennessee, Part 1" | Peter LoGreco | 26 de abril de 2024 | ASD                      |
| 22           | 2            | "Tennessee, Part 2" | ASA           | 3 de maio de 2024   | ASD                      |
| 23           | 3            | "Tennessee, Part 3" | ASA           | 10 de maio de 2024  | ASD                      |
| 24           | 4            | "Oklahoma, Part 1"  | ASA           | 17 de maio de 2024  | ASD                      |
| 25           | 5            | "Oklahoma, Part 2"  | ASA           | 24 de maio de 2024  | ASD                      |
| 26           | 6            | "Oklahoma, Part 3"  | ASA           | 31 de maio de 2024  | ASD                      |

## Recepção

### Prêmios e indicações
| Ano  | Prêmio                    | Categoria                                                                        | Nomeado(s) | Resultado    | Ref.          |
| ---- | ------------------------- | -------------------------------------------------------------------------------- | --- | ------------ | ------------- |
| 2020 | Primetime Emmy Awards     | Outstanding Unstructured Reality Program                                         | We're Here | Indicado     | [ 14 ]        |
| 2020 | TCA Awards                | Outstanding Achievement in Reality Programming                                   | We're Here | Indicado     | [ 15 ]        |
| 2021 | Independent Spirit Awards | Best New Non-Scripted or Documentary Series                                      | We're Here | Indicado     | [ 16 ]        |
| 2021 | GLAAD Media Awards        | Outstanding Reality Program                                                      | We're Here | Venceu       | [ 17 ] [ 18 ] |
| 2021 | Queerty Awards            | TV Series                                                                        | We're Here | Vice-campeão | [ 19 ]        |
| 2022 | Queerty Awards            | Reality / Docuseries                                                             | We're Here | Vice-campeão | [ 20 ]        |
| 2022 | GLAAD Media Awards        | Outstanding Reality Program                                                      | We're Here | Indicado     | [ 21 ]        |
| 2022 | Primetime Emmy Awards     | Outstanding Costumes for Variety, Nonfiction, or Reality Programming             | Casey Caldwell, Diego Montoya, Joshua "Domino" Schwartz, Marco Marco, e Patryq Howell (por "Evansville, Indiana") | Venceu       | [ 22 ]        |
| 2022 | Primetime Emmy Awards     | Outstanding Makeup for a Variety, Nonfiction or Reality Program (Non-Prosthetic) | Jeremy Damion Austin, Martin De Luna Jr., e Tyler Devlin (por "Kona, Hawaii")                                     | Venceu       | [ 22 ]        |